# La pista di ghiaccio
La pista di ghiaccio è un romanzo dello scrittore cileno Roberto Bolaño, pubblicato per la prima volta in Spagna nel 1993 in edizione limitata, in quanto opera vincitrice del Premio Ciudad Alcalá de Henares. Rimasta praticamente senza distribuzione, viene recuperata e riedita dopo il grande successo di La letteratura nazista in America.
(Roberto Bolaño, Autoritratto)

## Trama
La storia è raccontata mediante l'intrecciarsi narrativamente non lineare dei punti di vista di tre personaggi distinti, ognuno dei quali coinvolto in maniera variabile nella vicenda trattata, un misterioso caso d'omicidio: il cileno Remo Morán, esule in Spagna per via del golpe di Pinochet e proprietario di una piccola attività commerciale in una cittadina della Costa Brava indicata con la sola iniziale di Z, il messicano Gaspar Heredia, al quale Morán ha trovato impiego come guardiano del campeggio di sua proprietà, ed infine il funzionario pubblico catalano Enric Rosquelles, braccio destro della sindaca socialista di Z., Pilar.
Protagonista della storia, sebbene non abbia mai una propria voce nel corpo della storia, è Nuria Martí, una giovane e portentosa pattinatrice su ghiaccio di fama nazionale, che si è vista escludere dalla squadra olimpica per giochi di potere interni alla federazione sportiva. Rosquelles, di diversi anni più vecchio, sovrappeso e poco avvenente, si innamora di lei e, di conseguenza, comincia a frequentarla senza però rivelarle mai esplicitamente i propri sentimenti nei suoi confronti. Come dono d'amore, all'insaputa di tutti, compresa la sindaca Pilar, fa ristrutturare, dirottando fondi pubblici, una dimora storica, palazzo Benvingut, in modo che possa contenere una grande pista di pattinaggio su ghiaccio. Più volte la settimana, durante l'estate accompagna Nuria nella pista segreta, affinché si alleni con l'obiettivo di essere reincorporata nella nazionale.
Nel frattempo, Nuria conosce Remo Morán; i due si innamorano e vivono un'intensa e passionale storia d'amore, il tutto però all'insaputa di Rosquelles, in modo dal non vedersi compromettere la possibilità di allenarsi. Il palazzo Benvingut è abitato clandestinamente anche da due donne senza fissa dimora, scacciate per morosità dal campeggio di Morán, dove è impiegato Gaspar Heredia. Gaspar però ha preso una cotta per la più giovane, e la pedina fino a scoprire dove ha trovato rifugio.
Le storie si intrecciano indissolubilmente a causa proprio dell'imprevedibile omicidio che sconvolge la sonnolenta cittadina balneare, e naturalmente la vita dei protagonisti: le autorità non riusciranno a venire mai a capo dell'identità del colpevole, ma il lettore lo scopre dall’intreccio dei punti di vista.

## Edizioni
- Roberto Bolaño, La pista di ghiaccio, traduzione di Angelo Morino, collana “La memoria”, Sellerio editore Palermo, 2004,  p. 248, ISBN 978-88-389-2003-5.